# Gertrude Baumstark
Gertrude Baumstark (ur. 21 maja 1941 w Timișoarze jako Gertruda Rosemaria Baumstark, zm. 28 kwietnia 2020 w Monachium) – rumuńska szachistka, reprezentantka Niemiec od 2004, mistrzyni międzynarodowa od 1970 roku.

## Kariera szachowa

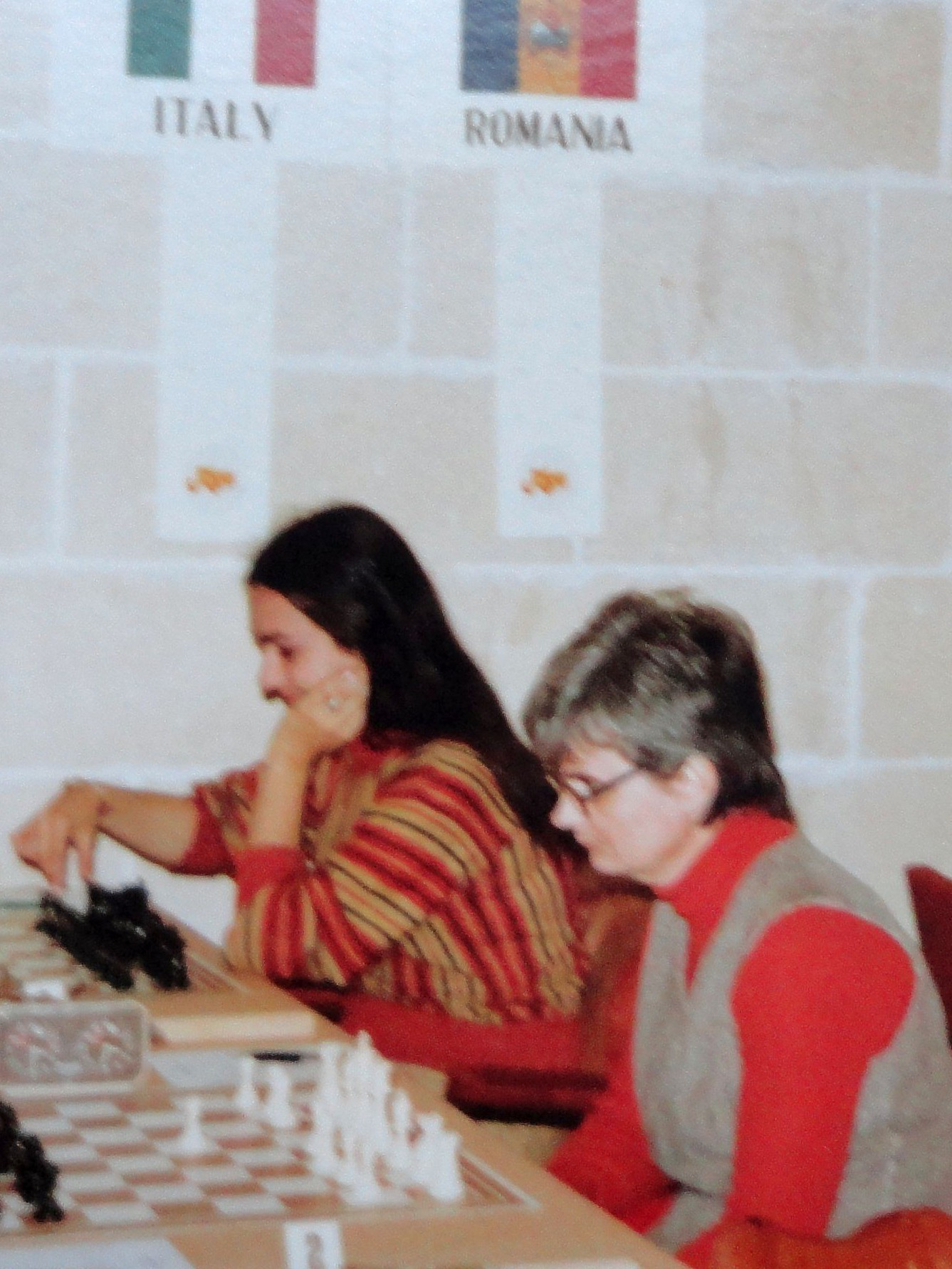
Daniela Nutu und Gertrude Baumstark, Malta 1980

Od połowy lat 60. należała do czołówki rumuńskich szachistek. W swoim dorobku posiadała 9 medali indywidualnych mistrzostw kraju: dwa złote (1967, 1981), sześć srebrnych (1969, 1970, 1971, 1975, 1977, 1986) i jeden brązowy (1968). Czterokrotnie awansowała z turniejów strefowych do międzystrefowych, najlepszy wynik osiągając w 1976 w Tbilisi (zajęła wówczas dzielone VII-VIII miejsce). Pięciokrotnie reprezentowała Rumunię na olimpiadach szachowych, zdobywając 3 srebrne medale: wraz z drużyną w latach 1972 i 1974 oraz za indywidualny wynik na II szachownicy w roku 1978
Sukcesy w turniejach międzynarodowych: Lublin (1969, I-II m.), Pernik (1973, turniej strefowy, I-IV m.), Lublin (1974, I m.), Subotica (1974, II-III m.), Nałęczów/Lublin (1978, I-II m. wspólnie z Martą Lityńską).